# Neboisselater
Neboisselater là một chi bọ cánh cứng trong họ 
Elateridae.
Chi này được miêu tả khoa học năm 1996 bởi Calder.

## Các loài
Các loài trong chi này gồm:
- Neboisselater aeneolus (Candèze, 1893)
- Neboisselater ambiguus (Candèze, 1882)
- Neboisselater australicus (Candèze, 1900)
- Neboisselater compsorhabdus (Candèze, 1863)
- Neboisselater litura (Candèze, 1882)
- Neboisselater nigrinus (W.J. Macleay, 1872)
- Neboisselater nitidicollis (Elston, 1929)
- Neboisselater rufipennis (W.J. Macleay, 1872)
- Neboisselater victoriae (Schwarz, 1902)
- Neboisselater xanthopterus (Candèze, 1863)